# Свети Георги (Заворичи)
„Свети Георги“ (на украински: Георгіївська церква) е дървена православна църква в село Заворичи, Броварски район, Киевска област, Украйна.

## История
През 1665 г. в село Заворичи бил построен дървен храм в чест на Света Варвара. През 1873 г. е завършен строежът на нов храм с патрон Свети Георги Победоносец. Представлява еднокуполна дървена църква с характерна архитектура. През 1935 година старата църква „Света Варвара“ е разбита, а църквата „Свети Георги“ е превърната в склад за зърно. След Втората световна война храмът вече не се използва като склад, но не се провеждат и богослужения.
Църквата отново е отворена за богослужения през 1968 година. Тогава са поставени нови иконостаси и църквата е наново изписана, като са запазени само два от оригиналните стенописи над левия и десния кораб: икона на Богородица и на Свети Петър. Издигнат е и параклис в чест на Света Варвара. Впоследствие ремонти са направени и през 1998 и 2007 година.
На 7 март 2022 година, по време на руското нападение над Украйна, църквата е опожарена в резултат от руски обстрел, без човешки жертви. Същия ден е унищожена и църквата „Рождество на Пресвета Богородица“ в село Вязивка, Житомирска област.